# 菲利普·孔图瓦
菲利普·孔图瓦（法語：Philippe Comtois，發音：[filip kɔ̃twa]；1976年8月25日—），加拿大男子跳水运动员。他曾代表加拿大参加2003年泛美运动会跳水比赛，获得二枚金牌。他也曾参加1996年和2004年夏季奥运会。